# Photonectes albipennis
Photonectes albipennis es una especie de pez de la familia Stomiidae en el orden de los Stomiiformes.

## Morfología
Los machos pueden llegar alcanzar los 30 cm de longitud total.

## Hábitat
Es un pez de mar y de aguas profundas que vive ehtre 120-800 m de profundidad.

## Distribución geográfica
Se encuentra desde Sudáfrica hasta el Japón, Australia, la Polinesia Francesa y el mar de la China Meridional.